# Chojna
Chojna (německy Königsberg in der Neumark a po roce 1945 též polsky Królewiec nad Odrą nebo Chojna Szczecińska) je město v okrese Gryfino v Západopomořanském vojvodství na severozápadě Polska. Leží 53 km jižně od Štětína a 86 km severovýchodně od Berlína. Protéká jím řeka Rurzyca, která je pravostranným přítokem Odry. Správní území města měří 12,58 km² a v roce 2014 v samotném městě žilo 7 344 obyvatel.

## Historie

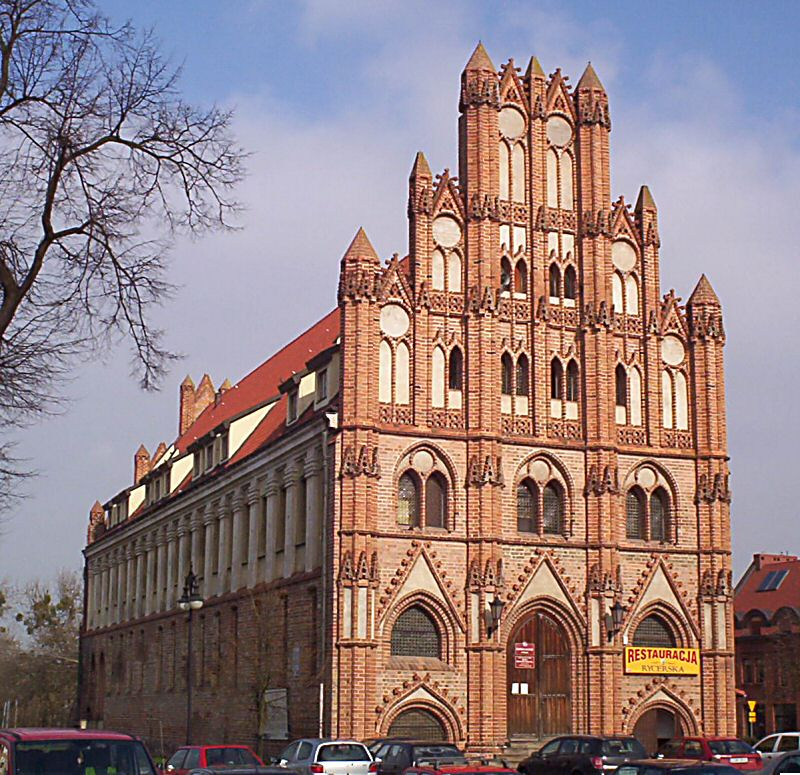
Radnice

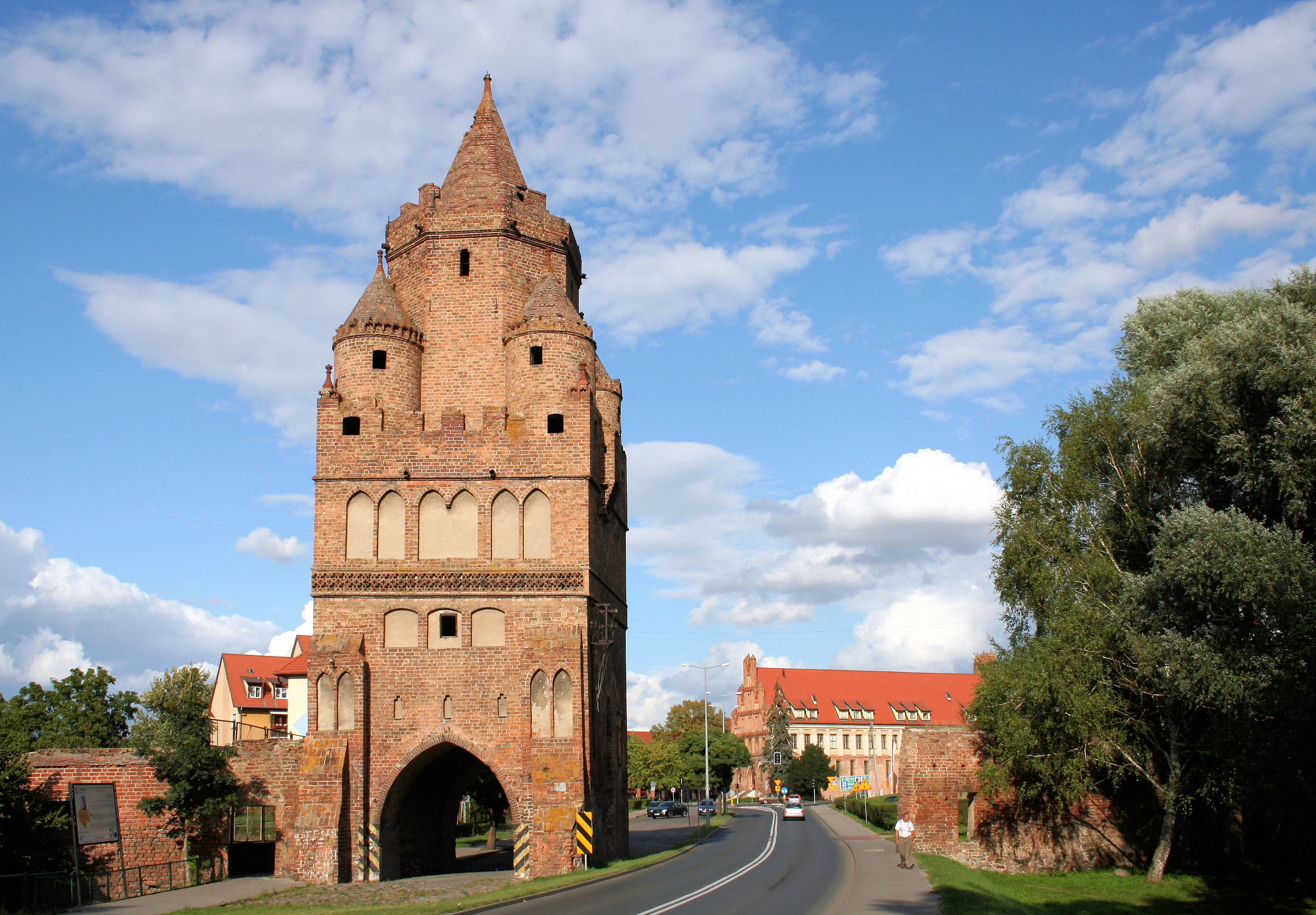
Świecká brána

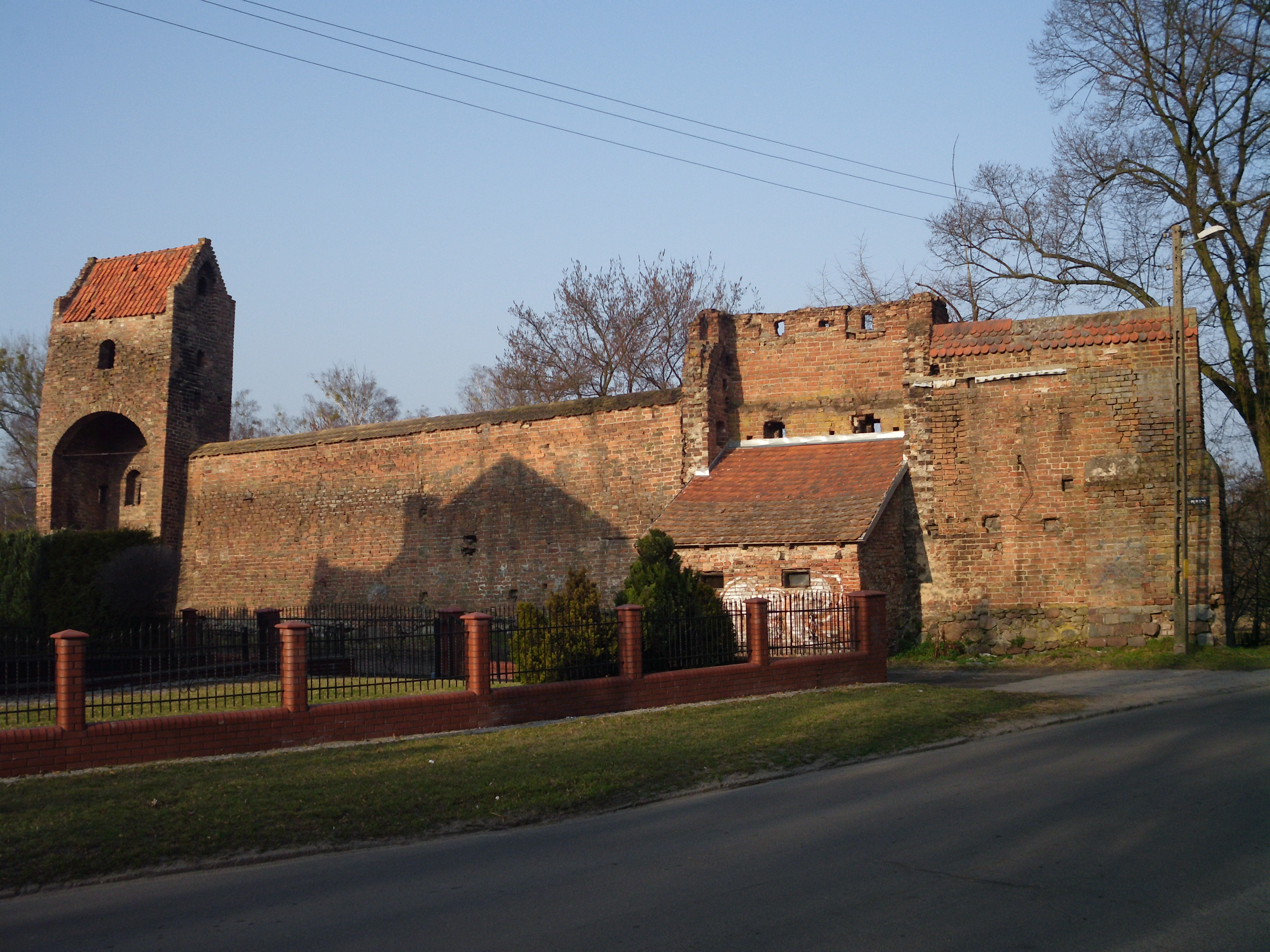
Městské opevnění

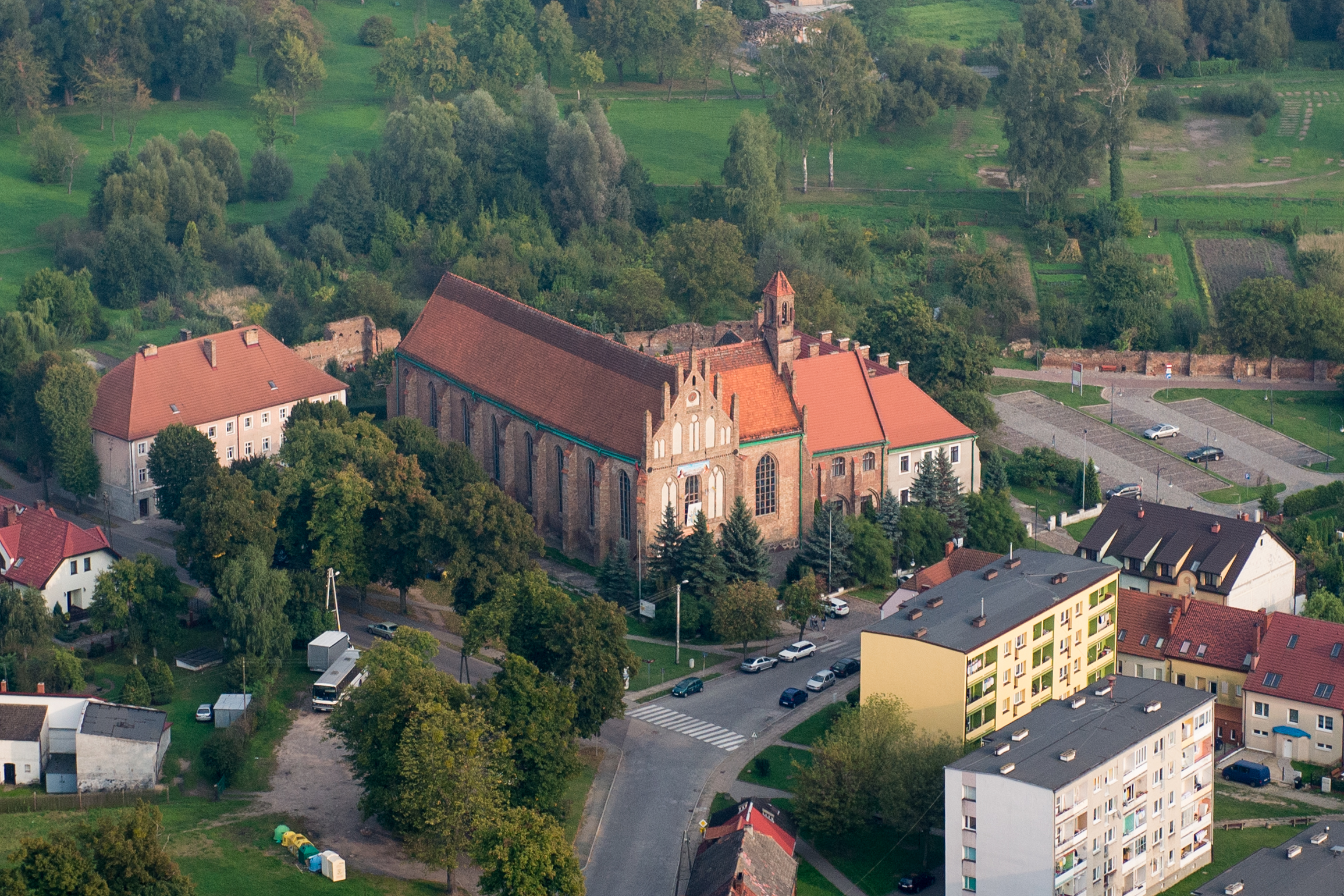
Klášter s kostelem Nejsvětější Trojice

V desátém až dvanáctém století se u náměstí nacházel hrad s výhodnou polohou na hranicích mezi Braniborskem a Pomořanskem. Po roce 1200 získala osada od knížete Barnima I. městské právo podle magdeburského vzoru. V roce 1244 se v písemných pramenech objevuje poprvé jméno Konigesberge. V roce 1267 braniborský biskup město osvobodil od obchodních poplatků, čímž podpořil jeho hospodářský vzestup. Obchodovalo se zejména se zbožím dováženým po řece.
Z roku 1282 pochází první zpráva o farním kostele Nejsvětější Panny Marie a o osm let je mladší zpráva o založení augustiánského kláštera. Prosperující město nechalo roku 1320 postavit radnici a v průběhu třináctého a čtrnáctého století ho obklopily hradby se třemi branami a několika věžemi.
V letech 1402–1454 město ovládal řád německých rytířů, ale potom bylo připojeno zpět k Braniborsku. V době působení řádu vznikly dochované budovy mariánského kostela a radnice. Prosperitu na krátký čas přerušil vpád husitských vojsk v roce 1433, ale ve druhé polovině patnáctého století se město znovu úspěšně rozvíjelo. V šestnáctém a sedmnáctém století ho však postihly tři epidemie cholery, které městskou populaci výrazně snížily.
Klášter byl v důsledku náboženské reformace roku 1536 zrušen. Jeho budovy využila nemocnice a škola a klášterní kostel byl upraven na skladiště. Město těžce postihla třicetiletá válka, během které byla zničena více než polovina domů. V roce 1682 zapálil blesk věž mariánského kostela a škody způsobené požárem se napravovaly deset let. Další rozvoj města přerušila až sedmiletá válka. Od roku 1759 ve městě po sedm let sídlila vláda Nové marky.
Po roce 1767 byly částečně zbořeny dvě brány a materiál z nich získaný použit ke stavbě kasáren. Až do poloviny devatenáctého století ve městě fungovaly bavlnářské a tkalcovské podniky, ale rozvoj mechanizace vedl k jejich úpadku. Roku 1809 se Chojna stala krajským městem a v roce 1877 byla spojena železniční tratí s Kostrzynem. V té době se město stalo průmyslovým, obchodním a vzdělávacím centrem nadregionálního významu.
Období prosperity přerušila až druhá světová válka, během níž zde byla zřízena pobočka koncentračního tábora Ravensbrück. Ženy, které v něm pracovaly, měly připravit místo pro stavbu letiště. Na počátku války odsud startovala letadla, která útočila na vojenské cíle v Polsku. Až do začátku roku 1945 nemělo městě velký vojenský význam. Dne 4. února 1945 byla zahájena evakuace německého obyvatelstva do německého Schwedtu a ve stejný den město obsadila Rudá armáda. O dva týdny později její příslušníci zapálili centrum města včetně radnice a kostela Panny Marie. Požár zničil 80 % budov.
Zničená gotická radnice byla přestavěna po roce 1977 a téměř jako novostavba byl obnoven také klášter. Rekonstrukce kostela Panny Marie trvala až do roku 2003.

## Pamětihodnosti
Na seznam kulturních památek je zapsané celé městské centrum. Mezi památkami vede Evropská cesta cihlové gotiky. Nejvýznamnějšími památkami jsou:
- kostel Nejsvětější Panny Marie s věží vysokou 102,5 metru
- gotická budova radnice
- budovy bývalého augistiánského kláštera s kostelem Nejsvětější Trojice
- městské opevnění
- Barnkowská brána s vyhlídkovou terasou a Świecká brána

## Partnerská města
- Bad Kötzting
- Sušice
- Prienai (okresní město)
- Granville
- Meerssen